# Bataille de Liffré
Chouannerie
Batailles
- Liffré
- 1re Argentré
- Expédition de Quiberon
- Plouharnel
- Quiberon
- Segré
- 1er Rocher de La Piochais
- La Ceriseraie
- La Cornuaille
- 1re La Croix-Avranchin
- La Vieuville
- Boucéel
- 1re Saint-James
- 2e Rocher de La Piochais
- 2e La Croix-Avranchin
- Auverné
- Andigné
- Croix-Couverte
- Tinchebray
- L'Auberge-neuve
- Locminé
- Saint-Hilaire-des-Landes
- Val de Préaux
- Le Grand-Celland
- 2e Argentré
- Noyant-la-Gravoyère
- La Hennerie
- Saint-Aubin-du-Cormier
- Le Mans
- Nantes
- Saint-Brieuc
- Le Lorey
- Mont-Guéhenno
- La Tour d'Elven
- 2e Saint-James
- Les Tombettes
- Pont du Loc'h

La bataille de Liffré se déroula lors de la chouannerie. Après avoir effectué une expédition jusqu'aux limites du Morbihan, les Chouans du pays de Vitré décident de regagner leurs foyers. Mais sur le chemin du retour, ils sont rattrapés et mis en fuite par les troupes républicaines dans la forêt de Rennes, près de Liffré.

## Prélude
Vainqueurs à Beignon, les Chouans gagnent la commune de Concoret le 4 mai, où la population leur fait un accueil triomphal. Les Chouans se saisissent d'armes et coupent les arbres de la liberté, puis se portent sur Saint-Méen. Les Républicains craignent que ces troupes ne se réunissent aux rebelles du Morbihan, aussi 2 000 soldats commandés par le général Lacombe sont chargés de détruire la colonne royaliste. Les Républicains arrivent à Concoret après le départ de Puisaye, la commune est livrée au pillage, un homme est fusillé pour avoir crié « Vive le Roi ! ». Les Chouans traversent les communes de Mauron, Saint-Léry et Gaël, ils reçoivent quelques renforts, une centaine d'hommes selon Pontbriand, tandis que le maire républicain de Guilliers déclare :

« Mon frère les a comptés, ils sont 1 314, des gens de toute réquisition. Il y a plus de 2 000 hommes à leur poursuite. Voilà plus de huit jours que ces coquins-là nous font courir de part et d'autre. »

Depuis le Morbihan Joseph de Fay, avec 30 hommes et Pierre Guillemot, tentent de rejoindre les forces de Puisaye mais arrivent après le départ des Chouans, le premier à Paimpont, le second à Concoret.
Puisaye songe attaquer Montfort-sur-Meu mais l'arrivée dans la ville d'une colonne estimée à 500 hommes le fait changer d'avis et il se porte en direction de Bédée. Deux jeunes chouans sont néanmoins capturés par les habitants qui les fusillent et mutilent leurs cadavres.
Cependant Puisaye n'est plus obéi, les Chouans du pays de Vitré, qui forment le gros de la troupe, se rendent compte que Puisaye les a trompés et qu'il ne dispose d'aucun des renforts promis. Ils décident retourner dans leur pays, cependant ils ne peuvent revenir sur leurs pas et menés par Dupérat, ils contournent Rennes par le Nord.

## La bataille
Les Chouans franchissent la rivière à Saint-Germain-sur-Ille. Jusqu'à cette commune, ils traversaient des territoires où la population leur était acquise et les ravitaillait, mais à présent ils entrent dans des pays d'opinion républicaine. Le tocsin retentit dans les bourgs alentour. Les paysans se rassemblent et se réunissent aux soldats cantonnés dans les environs, tandis qu'une colonne sort de Rennes.
Épuisés, les Chouans et les Vendéens sont rattrapés par les Républicains dans la forêt de Rennes le 7 mai à trois heures du matin. Les Chouans ne sont pas en mesure de résister, l'arrière-garde tente de couvrir le gros de la troupe à l'entrée de la forêt. Selon Pontbriand, Puisaye disparaît dès les débuts des combats. La plupart des Royalistes parviennent à s'enfuir au bois de Sévailles, d'où ils partent trouver refuge dans les pays de Fougères et Vitré. 
Pour Dubois-Crancé, 50 rebelles sont tués le 7 mai et 450 autres périssent encore le lendemain. Dans son rapport du 7, le général Jean-François Moulin parle également de 50 morts et 15 prisonniers pour les Chouans, pour lui ces derniers n'étaient que 500 alors que Dubois-Crancé parle de 1 200 rebelles, mais Moulin semble mélanger ce combat avec l'escarmouche de la fin du mois d'avril lors du premier passage des Chouans dans la forêt. Pour Pontbriand, les pertes des Royalistes sont de plus de 80 tués parmi lesquels, Eusèbe Traurout de Kermarec, Tuffin, Fabre et Poncet, tandis que l'officier fédéraliste Frocart est pris et fusillé. 

« Les brigands ont été rejoints ce matin à 8 heures. Ils ont perdu 50 hommes dont plusieurs chefs, entre autres Focart, chirurgien-major de Félix de Wimpffen. On leur a pris force prisonniers, des fusils, des vases sacrés, des haches. »

— Edmond Louis Alexis Dubois de Crancé